# Google+
Google+ — социальная сеть, которая принадлежала компании Google и позволявшая выстраивать социальные взаимоотношения в интернете. Компания Google при анонсировании социальной сети заявила, что основополагающими принципами действия сервиса являются: пользователи, приватность и живое общение. Информация, которой делились участники сети, влияет на персонализированные результаты поиска Google. Сервис прекратил свою работу 2 апреля 2019 года в 20:00 по GMT+3 для обычных аккаунтов Google, поддержка продолжалась для аккаунтов G Suite, но Currents (который заменил Google+) был закрыт 5 июля 2023 года.

## История
Попытки выйти на рынок социальных сетей компания Google предпринимала с давних пор. В 2003 году компания попыталась приобрести одну из старейших социальных сетей Friendster, но руководство сети отказало поисковому гиганту. Поэтому Google приняла решение подготовить собственный вариант соцсети. Результатом разработки стал проект Orkut, который был запущен в январе 2004 года, набрав большую популярность. Но из-за недостатка внимания к разработке и медлительности интерфейса Orkut не смог закрепиться на американском рынке, после чего проект был полностью передан подразделению Google Brazil, так как основная часть оставшихся в сети пользователей была из Бразилии. В дальнейшем компания не уделяла должного внимания направлению социальных сетей, как утверждал бывший CEO компании Эрик Шмидт, дав вырваться вперёд по посещаемости и популярности сайту Facebook. Осознав многие промахи, руководство компании предприняло попытки исправить положение, приобретя стартап Dodgeball, преобразовав его в Google Latitude, мобильную социальную сеть Zingku, сервис социального поиска Aardvark, сервис для обмена фотографиями и разработчика приложений для социальных сетей Slide Inc., социальный агрегатор Angstro и ряд других проектов. В 2007 году Google запустила проект Google Profiles, в котором пользователи могли записать свои личные данные. Промежуточными результатами работы от каталога личной информации к социальной сети стали Google Buzz и YouTube, которые всё же охватывали весьма узкую нишу микроблогинга и социальной видеосети. Для укрепления позиций в нише микроблогинга компания Google попыталась приобрести популярный сервис Twitter, но сделка не состоялась. Осенью 2010 года появилась инсайдерская информация о разработке новой социальной сети в Google под названием Google Me, которая должна была быть запущена в этом же году, однако информация оказалась ошибочной. Весной 2011 года начались серьёзные изменения в сервисе Google Profiles, которые изменили свой внешний вид и получили тесную интеграцию с Buzz и Picasa. В это же время появилась первая информация о Google+, из которой становилось известно, что поисковый гигант разрабатывает социальную сеть под названием Google Circles. Но Google оперативно опровергла эту информацию. 28 июня 2011 года корпорация объявила о запуске социальной сети Google+, а Google Circles (Круги) стали основным компонентом этой социальной сети. На момент запуска сервиса регистрация ограничена приглашениями, но 21 сентября 2011 года на Google+ была открыта свободная регистрация. 26 января 2012 года регистрация в Google+ стала доступна любому интернет-пользователю старше 13 лет, вместо прошлого ограничения в 18 лет.
В июне 2012 года на конференции Google I/O компания представила новый раздел Встречи, позволяющий пользователям создавать мероприятия, которые будут синхронизироваться с календарём Google. Кроме того, тогда же были анонсированы специальные программные клиенты для планшетов на базе Android, а также iPad.
В июле 2015 года компания объявила об отключении сервиса Google+ Photos. Летом 2015 года практически все пользователи были переведены на новую версию. Но при желании, каждый пользователь мог бы перейти назад к классическому дизайну, нажав на специальную ссылку, находившуюся в левом углу экрана. В январе 2016 года эта функция была отключена. Также сообщалось, что будут внедрены две новые функции: пользователь сможет скрыть незначимые комментарии и изменять масштаб фото и картинок в десктопной версии.

### Закрытие социальной сети
8 сентября 2018 года компания Google сообщила, что в конце августа 2019 года намерена закрыть социальную сеть Google+. Это связано с её низкой популярностью и багом, из-за которого данные пользователей могли попасть в посторонние руки.
Ошибка присутствовала в сервисе более двух лет. Из-за неё сторонние разработчики могли получить доступ к данным 500 тысяч пользователей. Баг обнаружили и исправили в марте 2018 года, но Google приняла решение умолчать о проблеме, так как могла попасть под штраф Евросоюза из-за нарушения Общего регламента по защите данных, а также предстать перед Сенатом США, что повлекло бы нанесение репутационного ущерба компании. По словам самой Google, не было никаких признаков того, что кто-то узнал об уязвимости и мог ей воспользоваться.
В декабре Google сообщила об устранении ещё одной уязвимости в Google+ API, из-за которой сроки закрытия социальной сети сместились с августа на 2 апреля 2019 года. C 4 февраля в Google+ нельзя создавать профили, страницы, сообщества и мероприятия. Также пользователям Google+ пришли письма-уведомления о закрытии сервиса, где им было предложено экспортировать свои данные.

## Посещаемость
Согласно опубликованным данным, на начало 2012 года количество зарегистрированных пользователей превышало девяносто миллионов человек. Издание TechCrunch анализировал сервис, который позволяет учитывать кросс-постинг сообщений в Google+ и в Twitter. Выяснилось, что активность пользователей в соцсети постоянно снижается. Таким образом, люди регистрируются, пробуют сервис «на вкус», оставляют несколько сообщений, чтобы понять, как он работает, и уходят, часто навсегда. По данным аналитической компании Bime Analytics, около 83 % пользователей новой социальной сети Google+ вообще не проявляют никакой активности. Кроме того, больше половины зарегистрированных пользователей Google+ посещают ресурс не чаще одного раза в неделю. По данным статистического центра StatCounter GlobalStats в августе 2011 года доля Google+ на рынке социальных сетей в мировых масштабах составляет около 0,19 %, которая аналогична доле ВКонтакте, обходя при этом MySpace, Delicious и Одноклассники, значительно уступая при этом Facebook.
Также согласно отчёту, опубликованному в мае 2012 года компанией RJ Metrics, каждый пост на Google+ в среднем получает менее одной +1, менее одного комментария и менее одного репоста, что по мнению компании свидетельствует о низком уровне вовлечённости зарегистрированных участников этой социальной сети в её использование. Представитель Google назвал исследование компании RJ Metrics неточным в связи с тем, что оно не учитывало большое количество непубличных записей, доступных только определённым кругам или пользователям.
На конференции I/O, прошедшей в июне 2012 года, компания заявила, что в Google+ зарегистрировано уже 250 миллионов пользователей, а ежемесячная аудитория составляет 150 миллионов человек.
17 сентября 2012 года вице-президент компании Google Вик Гундотра сообщил, что количество пользователей, зарегистрированных в Google+, составляет 400 миллионов пользователей, а активная ежемесячная аудитория достигла 100 млн человек. В декабре активная месячная аудитория увеличилась до 135 млн человек.
В 2018 году вице-президент по инженерному обеспечению компании Бен Смит заявил, что потребительская версия Google+ практически не используется, а 90 % всех сессий на сайте длятся менее пяти секунд. По данным аналитиков низкая популярность платформы и привела к её закрытию.

## Функциональность
В основе работы Google+ лежит концепция кругов (англ. Circles), благодаря которым человек и регулирует своё общение. Пользователь может создавать неограниченное количество кругов, включая в них своих знакомых. Именно на основе кругов пользователь делится контентом, определяя, какой круг будет иметь доступ к информации, а какой нет. Весь обмен пользовательскими материалами идёт в специальной ленте (англ. Stream), в которой можно следить за обновлениями участников кругов, публикующих сообщения, фотографии, ссылки и видео. Количество фотографий и видео ничем не ограничивается, ограничивается только размер изображений (максимальное разрешение — 2048 × 2048 точек, в случае превышения размера они автоматически пропорционально уменьшаются до приемлемых размеров) и длительность видео (15 минут при разрешении в 1080p).
К концепции стандартного текстово-медийного общения компания Google реализовала возможность ВидеоВстреч (англ. Hangouts), в которых пользователь может настроить видеочат с ограничением в 10 человек.
Google+ позволяет получать хорошие позиции в поиске Google. Корпоративная страница и страница Google+ способствуют увеличению трафика на корпоративный сайт и из соцсети, и из результатов поиска.
Google была представлена также и мобильная версия социальной сети, в которой есть две уникальных функции: мгновенная загрузка фото и Чат (англ. Huddle). Первая означает, что только что сделанные с мобильного телефона снимки автоматически передаются в сеть. Здесь нужно внимательно следить за настройками приватности, чтобы случайно не опубликовать личные фотографии. Google+ Чат — это стандартная функция группового обмена текстовым сообщениями внутри созданного вами Круга.
В августе 2011 года компания Google добавила в свою социальную сеть раздел «Игры», в который были внедрены такие игры, как Angry Birds, Dragon Age: Legends и ряд других. С этого момента пользователи получили возможность играть во Flash-игры, как и в Facebook.

## Системные требования
Компания Google оказывает официальную поддержку браузеров актуальных версий Google Chrome, Internet Explorer, Mozilla Firefox и Safari в операционных системах Linux, macOS и Windows (некоторые браузеры в определённых системах недоступны). Для ВидеоВстреч существуют специальные требования. Для мобильных платформ Google обеспечивает поддержку доступа к мобильной версии сайта с устройств под управлением Android 1.5, iOS 3.0, BlackBerry OS 6.0, Symbian OS и Windows Phone; для Android 2.1 и iOS 4 были разработаны специальные приложения, доступные в Google Play и App Store.

## Критика
Обозреватель издания PCWorld Марк Салливан в 2012 году отмечал, что у социальной сети от Google есть все шансы увести пользователей от Facebook, приведя 9 конкурентных преимуществ Google+, среди которых лучшее управление персональными данными, более удобное распределение знакомых по кругам и ряд других причин для перехода. Аналогичного мнения с Марком придерживались обозреватель Computerworld Шэрон Годин и аналитик The Gabriel Consulting Group Дэн Олдс, отмечая, что Google является единственной компанией, которая способна сместить компанию Марка Цукерберга с лидерства в социальных сетях, и приводя в пример историю Myspace, которая доминировала до Facebook.
Корреспондент BBC Рори Селлан-Джоунс отметил, что на время тестирования Google+ он получил несколько часов удовольствия, но ему не хватает такого богатства контента, которое есть в Facebook и Twitter.
Павел Дуров несколько раз высказывал мнение о появлении Google+, отметив, что социальная сеть не идеальна, но приятна.

Посмотрел изнутри. Занятная вещь. Не идеальна. Но приятна. Хорошо, что этот проект появился.— http://roem.ru/2011/06/28/addednews30500/#message96487

## Инструменты, используемые при создании Google+
Бывший главный технический директор компании Plaxo Джозеф Смарр в своем блоге указал набор инструментов, использовавшийся для создания Google+. Так, на серверной стороне Google использовался Java Servlet, а сторона браузера была построена в значительной степени с помощью Closure framework (open-source), включая JavaScript компилятор Closure и систему шаблонов. Среди современных инструментов были использованы HTML5 History API для поддержки красивых URL. На стороне сервера выполнялись шаблоны Closure, таким образом страница выполнялась прежде, чем загружался любой JavaScript, затем JavaScript находил правильные DOM-узлы и подключал обработчики событий. В результате система была более чувствительна к манипуляциям пользователя с визуальными элементами. Back-end’ы были построены главным образом в топе BigTable и Colossus/GFS. Кроме того, использовалось много других общих технологий Google, таких как MapReduce.